# Donald Trump Jr.
Donald John Trump Jr. (Nova Iorque, 31 de dezembro de 1977) é um empresário norte-americano. Ele é o primeiro filho do 45.º e 47.º Presidente dos Estados Unidos, Donald Trump, e de Ivana Trump. Ele atualmente trabalha com sua irmã Ivanka e seu irmão Eric Trump na função de vice-presidente executivo do grupo empresarial The Trump Organization.
Ele também tem recebido atenção por promover diversas teorias conspiratórias.

## Infância e Educação
Trump Jr. nasceu a 31 de dezembro de 1977, em Manhattan, Nova York, filho de Ivana e Donald Trump. Ele tem dois irmãos mais novos, Ivanka e Eric. Ele também tem dois meio-irmãos, Tiffany, do casamento de seu pai com Marla Maples, e Barron, do casamento atual do seu pai com Melania Trump. Através do seu pai, Trump Jr. é neto de Fred Trump e bisneto de Elizabeth Trump, que fundou o que se tornou a Organização Trump.
Os pais de Trump divorciaram-se quando ele tinha 13 anos. A sua mãe disse que o pai dele estava tendo um caso extraconjugal. Donald ficou afastado do seu pai por um ano, após o divórcio, e furioso com suas ações que separaram a família.
Trump Jr. foi educado na Buckley School e o Hill School, para um internato preparatório para a faculdade em Pottstown, Pensilvânia, seguido pela Universidade da Pensilvânia 's Wharton School, onde se graduou em 2000 com um BS em Economia.

## Carreira
Depois de formar-se na Penn em 2000, Trump Jr. mudou-se para Aspen, Colorado, onde caçou, pescou, esquiou, morou em num caminhão e trabalhou como barman por um ano, antes de retornar para se juntar à Trump Organization em Nova York. Trump supervisionou projetos de construção, que incluíram 40 Wall Street, Trump International Hotel and Tower e Trump Park Avenue. Em 2006 ele ajudou a lançar a Trump Mortgage, que entrou em colapso menos de um ano depois. Em 2010, ele tornou-se um porta-voz da Cambridge Who's Who, uma empresa de relações públicas que havia recebido centenas de queixas apresentadas aoBetter Business Bureau. Ele apareceu como consultor convidado e juiz em muitos episódios do reality show de seu pai, The Apprentice, da 5.ª temporada em 2006 até a última temporada de seu pai em 2015.

## Política dos Estados Unidos

### Campanha Presidencial de 2016
Antes da eleição presidencial de 2016, Trump Jr. foi um membro central da campanha de seu pai, caracterizado pelo The New York Times como um "conselheiro político próximo". Ele falou na Convenção Nacional Republicana, junto com seus irmãos Ivanka, Eric e Tiffany.

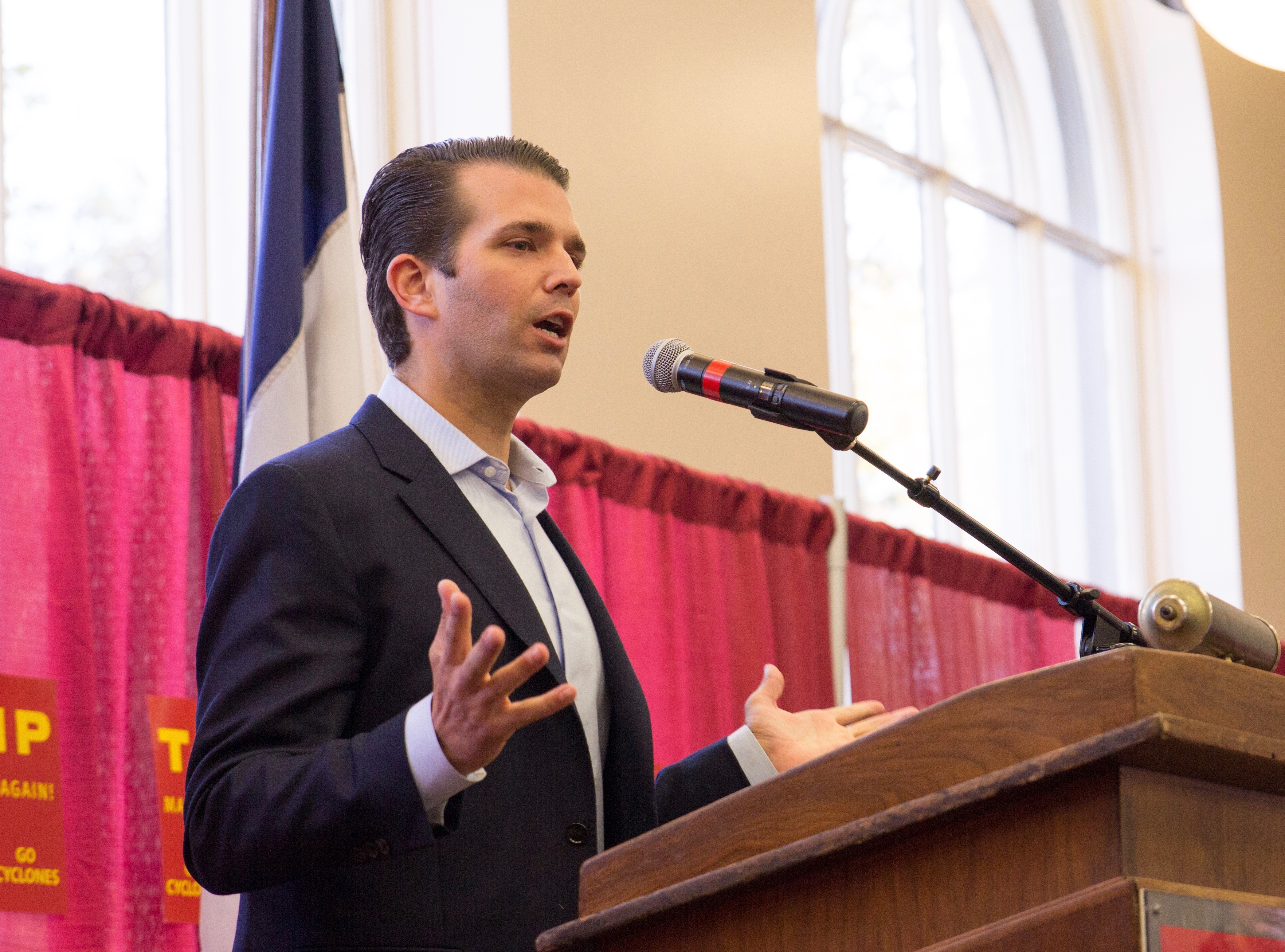
Trump Jr. discursando numa campanha para seu pai em Iowa, em novembro de 2016

Trump Jr. influenciou a escolha do seu pai para o secretário do Interior Ryan Zinke durante a transição presidencial. Desde a vitória do seu pai na eleição de 2016, Trump Jr. desenvolveu o que o The Washington Post chama de "pessoa pública como um provocador de direita e defensor ardente do trumpismo".

### Encontro com emissário dos estados do Golfo
Trump Jr. teve uma reunião em agosto de 2016 com um emissário dos Emirados Árabes Unidos e da Arábia Saudita que ofereceu ajuda para a campanha presidencial de Trump. A reunião incluiu Joel Zamel, um especialista israelense em manipulação da mídia social; George Nader, um enviado, que representante dos príncipes herdeiros dos Emirados Árabes Unidos e da Arábia Saudita; e o empresário americano Erik Prince.

### Correspondência com o WikiLeaks
Em novembro de 2017, surgiram notícias de que Julian Assange havia usado a conta do Twitter do WikiLeaks para se corresponder com Donald Trump Jr. durante a eleição presidencial de 2016. Trump Jr. já havia fornecido esta correspondência a investigadores do Congresso que estavam a investigar a interferência russa nas eleições de 2016.
A correspondência mostrou que o WikiLeaks solicitou ativamente a cooperação de Trump Jr., que foi um substituto de campanha e conselheiro na campanha do seu pai. O WikiLeaks exortou a campanha de Trump a rejeitar os resultados da eleição presidencial de 2016 num momento que parecia, que a campanha de Trump perderia. O WikiLeaks pediu a Trump Jr. para compartilhar uma afirmação sem fundamento de que Hillary Clinton queria atacar Assange com drones. WikiLeaks também compartilhou um link para um site que ajudaria a procurar pessoas através do gerente de campanha Clinton John Podesta, nos e-mails hackeados , que Wikileaks tinha feito recentemente pública. Trump Jr. compartilhou os dois.

### Campanhas eleitorais a meio do mandato de 2018
Durante o ciclo de eleições a meio do mandato de 2018, Trump fez campanha ativamente em nome dos candidatos republicanos, incluindo Matt Rosendale, Patrick Morrisey, Mike Braun, Ron DeSantis, Lee Zeldin e Matt Gaetz. Ele arrecadou milhões de dólares para os candidatos republicanos, ficando apenas atrás do seu pai na sua capacidade de atrair multidões para os eventos de campanha.

### Especulação para corrida presidencial de 2024
Donald Trump Jr. está sujeito a especulações para uma futura candidatura à presidência em 2024. Em outubro de 2020, Trump Jr, postou uma foto de uma bandeira "Don Jr. 2024" no instagram.